# Acciughe sotto sale del Mar Ligure
Acciughe sotto sale del Mar Ligure (en français : anchois au sel de la mer Ligure) est une production alimentaire traditionnelle, d'anchois salés, produite dans la région ligure.
Depuis le 4 août 2008, elle est reconnue par le label de qualité Indication géographique protégée (IGP).

Logo du produit

## Aire géographique
Elle comprend tout le territoire côtier de la région ligure et la zone de pêche peut s'effectuer jusqu'à une distance de 20 kilomètres de la côte.

## Historique

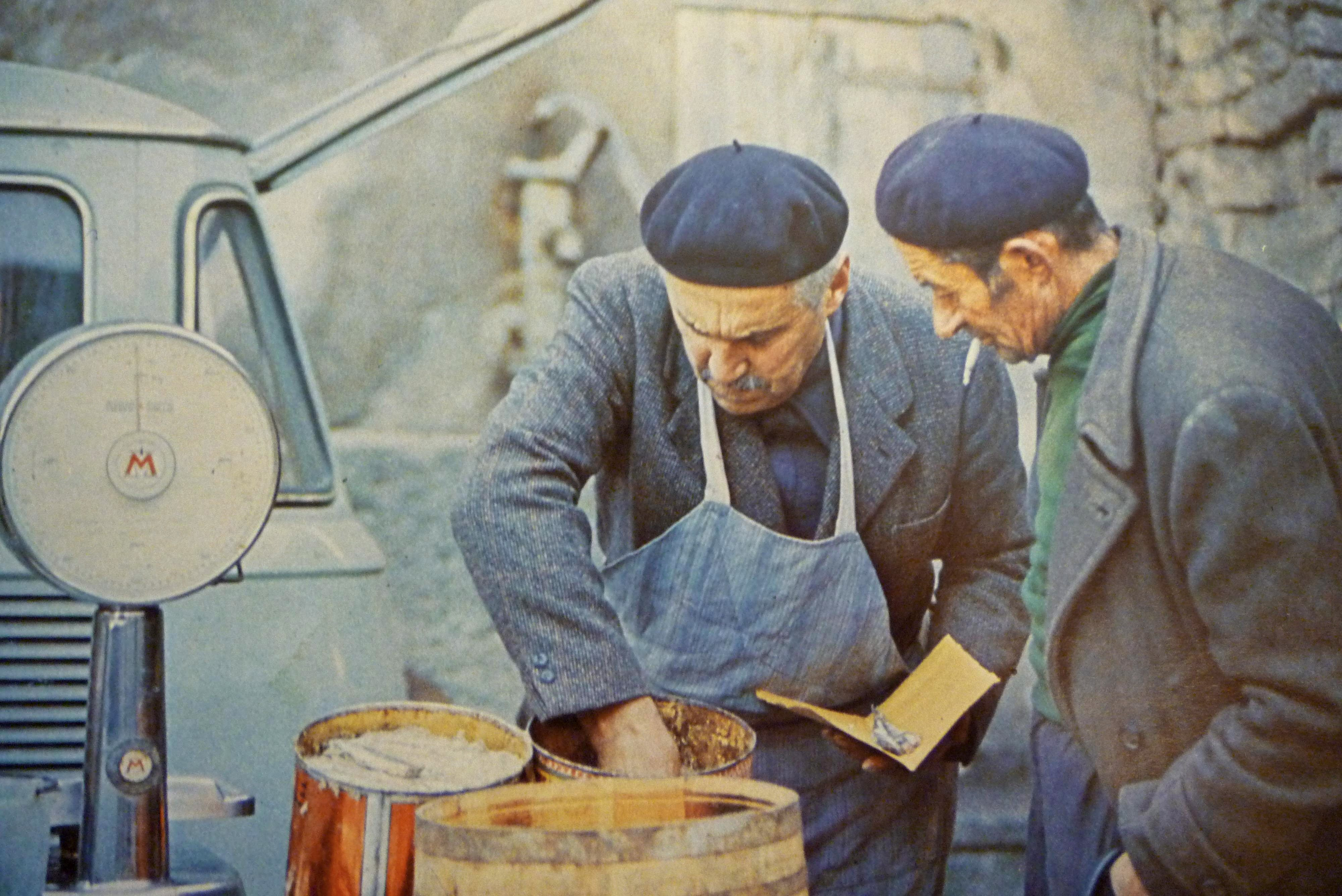
Vendeur d'anchois (acciugaio) dans les années 1960 dans le val Maira (province de Coni).

Au cours des siècles, la pêche à l'anchois a été une ressource économique importante pour de nombreuses localités du littoral génois. En Ligurie, les premières mentions sur la salaison apparaissent dans les statuts médiévaux des communes maritimes, en particulier, dans ceux de Noli qui mentionnent le « pisce salsa ».
Dès le XVIe siècle, la pêche à l'anchois et son commerce, aussi bien comme produit frais que conservé en saumure, étaient réglementés dans les différents statuts communautaires des principaux bourgs de la côte ligure, et la république de Gênes en contrôlait, alors, tout le circuit de commercialisation. La profession était sévèrement encadrée et chaque pêcheur devait être inscrit dans une corporation tout comme les vendeurs dans la corporation des « Chiapparoli ». Une licence d'exploitation spécifique était nécessaire aussi pour saler les anchois et pouvoir les vendre : la vente de leur produit se déroulait dans un endroit bien précis de la ville de Gênes, dénommé « chiappa ».
Généralement, la consommation de poisson frais était limitée aux zones côtières mais la Ligurie participait également à un florissant commerce du produit conservé avec les régions limitrophes. À la fin du Moyen Âge, le long des chemins muletiers des vallées alpines de la Riviera du Ponent, il était fréquent de trouver - dans les caravanes qui transportaient du sel - les « acciugai », terme qui désignait, les commerçants de poisson en conserve : et les Piémontais - qui appréciaient (et apprécient encore) les anchois ligures – les accommodèrent comme principal ingrédient dans une de leurs recettes culinaires traditionnellement appelée bagna cauda.
Au milieu du XIXe siècle, dans un des volumes de son dictionnaire, l'historien Goffredo Casalis (it) relate un commerce des anchois réalisé exclusivement par les habitants de Moschieres (Dronero) entre la Ligurie et les villages du Piémont et de Lombardie.

## Fabrication

### Méthodes de capture
La technique de pêche traditionnellement utilisée est celle du lamparo à filets coulissants. 
La période de pêche est comprise entre le 1er avril et le 15 octobre, lorsque l'anchois a atteint une taille comprise entre un minimum de 12 et un maximum de 20 centimètres.

### Méthodes de traitement
Après avoir été traités (nettoyés et étêtés manuellement), dans les 12 heures qui suivent la capture de la pêche, les anchois sont ensuite placés en éventail dans des fûts en bois de châtaignier ou dans des vases en terra cotta pendant toute la période nécessaire à la maturation. Chaque couche d'anchois est couverte de sel marin et sur la dernière couche, il est placé un disque spécifique en un matériau à usage alimentaire d'épaisseur appropriée destiné à exercer une pression sur l'ensemble de la préparation.

### Méthodes de séchage
Le séchage est effectué dans des locaux à la température constante durant une période de 40 à 60 jours. Pour la maturation du produit, il est permis d'utiliser des saumures de moyenne (18-25 %) ou forte (25-33 %) concentration. Lorsque la maturation est achevée, les anchois salés sont transférés des fûts vers des bocaux en verre appropriés, dénommés en ligure arbanelle - de différentes dimensions dont le poids se situe entre 200 et 3 000 g - où sont alternés des lits de sel et des couches d'anchois. Pour terminer, au-dessus de la dernière couche d'anchois de chaque arbanella, il est placé un couvercle en ardoise, en verre ou en plastique à usage alimentaire dont la fonction est de tenir les anchois pressés.

## Consommation
Les Acciughe Sotto Sale del Mar Ligure peuvent être utilisés comme ingrédient de nombreuses préparations gastronomiques ou simplement en filet sur un canapé en apéritif. Avant d'être consommés, les anchois doivent être désalés sous un filet d'eau froide puis séchés à l'aide d'une serviette. La recette traditionnelle est de les disposer dans un bocal empli d'huile extra vierge d'olive avec abondamment du persil, ail et origan, obtenant ainsi un typique hors-d'œuvre génois, connu comme acciughe alla ligure (anchois à la ligure).